# Anachrostis timorensis
Anachrostis timorensis là một loài bướm đêm trong họ Erebidae.